# Мемельс
Мемельс (нім. Mehmels) — громада в Німеччині, розташована в землі Тюрингія. Входить до складу району Шмалькальден-Майнінген. Складова частина об'єднання громад Вазунген-Амт-Занд.
Площа — 6,46 км2. Населення становить 343 ос. (станом на 31 грудня 2021).

## Галерея

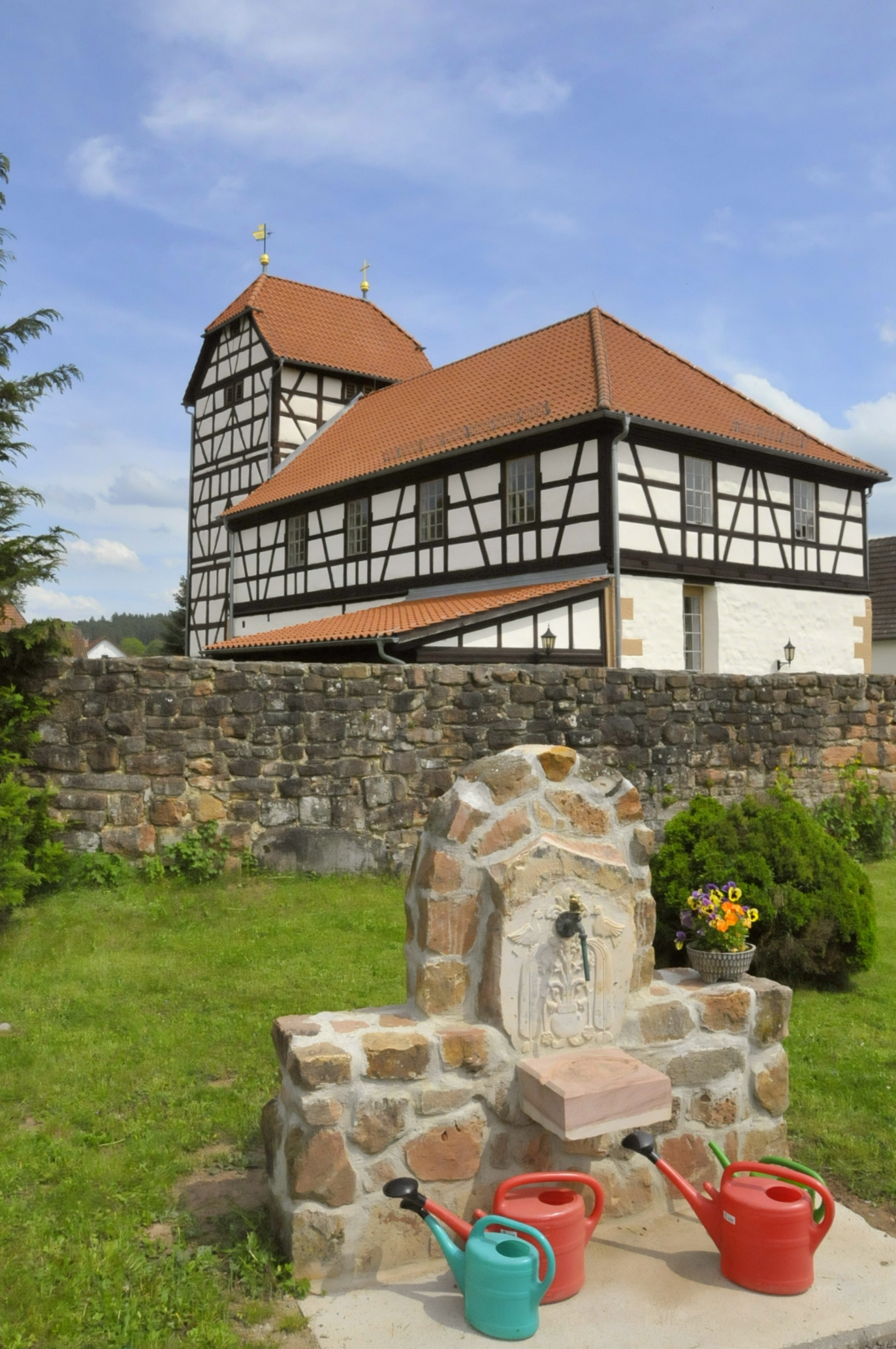